# Soria (cognome spagnolo)
Soria è un cognome di lingua spagnola.

## Varianti
Il cognome non presenta varianti.

## Origine e diffusione
Potrebbe derivare dai cognomi italiani Sora e Sori o costituire un'apocope del cognome spagnolo Soriano. In quanto potenzialmente legato ai cognomi italiani sopracitati, è altresì potenzialmente imparentato con l'omonimo cognome italiano Soria.

## Persone
- Vladimir Soria – calciatore boliviano